# Laurie Topp
Lawrence Robert „Laurie“ Topp (* 11. November 1923 in St Pancras; † 8. Januar 2017 in Broadstone) war ein englischer Fußballspieler.

## Laufbahn
Topp debütierte am 29. Januar 1944 in der kriegsbedingt ausgetragenen Hertfordshire & Middlesex League für Golders Green, der Klub nahm zwei Jahre später den Namen FC Hendon an. Topp blieb seine gesamte Laufbahn Amateurfußballer und dem Klub treu. Insgesamt absolvierte der Außenläufer bis zu seinem Karriereende 1961 587 Pflichtspiele (16 Tore) für den FC Hendon.
Beim Gewinn des FA Amateur Cups 1960 im Londoner Wembley-Stadion vor 60.000 Zuschauern erzielte er drei Minuten vor Spielende den Treffer zum 1:1-Ausgleich gegen den FC Kingstonian (Endstand 2:1), fünf Jahre zuvor hatte er an selber Stelle im Finale vor 100.000 Zuschauern noch gegen den erfolgreichsten Amateurklub des Landes, FC Bishop Auckland, mit 0:2 das Nachsehen gehabt. Die Meisterschaft der Athenian League gewann er mit dem Klub in den Jahren 1953, 1956 und 1961, den Middlesex Senior Cup 1956, 1958 und 1960. Zudem gelang der Gewinn des Middlesex Senior Charity Cups insgesamt sechs Mal (1945, 1946, 1947, 1948, 1954, 1957).
Topp repräsentierte regelmäßig die englische Amateurnationalmannschaft, erstmals 1947 gegen Wales, insgesamt kam er für die Auswahl zu 33 Einsätzen. Zusätzlich repräsentierte er Großbritannien bei den olympischen Fußballturnieren 1952 in Finnland (Erstrundenaus gegen Luxemburg) und 1956 in Melbourne (Viertelfinalaus gegen Bulgarien), wobei er insgesamt zu drei Einsätzen kam und 1956 beim 9:0-Erstrundensieg gegen Thailand auch einen Treffer erzielte.
Topp verbrachte sein Berufsleben bei dem Unternehmen Desoutter Brothers, einem Werkzeughersteller, das ihm genügend Freizeit gestattete, um seinen fußballerischen Verpflichtungen nachzukommen und das im Gegenzug dafür vom Verein Tickets für wichtige Spiele erhielt. Der vierfache Vater verstarb 93-jährig nach langer Krankheit in einem Pflegeheim in Broadstone.